# بایکونور ۲۷۰۰
سیارک ۲۷۰۰ (به انگلیسی: 2700 Baikonur، نامگذاری:1976YP7) دو هزار و هفتصدمین سیارک کشف شده‌است که در ۲۰ دسامبر ۱۹۷۶ کشف شد.
قدر مطلق سیارک برابر ۱۲٫۱۰ است.